# Haenamichnus
Haenamichnus (gr: "huella perdida") es un icnogénero de pterosaurio del que apenas se sabe sobre él, solo conocido por un rastro. Se cree que podría ser un pterosaurio azdárquido. La especie tipo Haenamichnus uhangriensis fue nombrada en 2002, por los paleontólogos Hwang, Huh, Wright, Martin Lockley y Unwin, con base en pisadas fósiles halladas en Corea del Sur, que datan de hace 86.3 a 70.6 millones de años durante las épocas del Santoniense al Campaniense del periodo Cretácico.